# Qコちゃん THE地球侵略少女
『Qコちゃん THE地球侵略少女』（きゅうこちゃん ざちきゅうしんりゃくしょうじょ）は、『月刊マガジンZ』2002年9月号から2004年5月号まで連載されていたウエダハジメの漫画である。

## 作品概要
漫画版『フリクリ』の次回作として制作されたSFストーリー。作品名は『地球防衛少女イコちゃん』のパロディ。作者が好きな作品である『マリア様がみてる』や『機動戦士ガンダム』、『ブレンパワード』などの影響も見られる。
ウエダハジメ独特の筆使いやコマ割り、世界観が特徴である。作中では時代背景等の説明描写がほとんどない為、話が分かり難くなっている。そのため、ファンから様々な意見が飛び交っている。
最終的に物語は話が纏まらないまま、打ち切りによりストーリー未完で終了してしまったが、作者は再開の意思を示している。

## あらすじ
清掃局員等に由る地球人浄化に反発した大宇宙児童福祉事業団は、清掃局員等に対抗する手段として地球人にピュア爆を渡す。それを手にした秘密結社ジャグ・Gは地球環境整備を目的としてピュア爆を国家間の紛争に利用する。
その頃日本は東日本帝国と西日本人民共和国の戦争の結果、黒ウサギが政権を握り、老人の粛清、携帯電話の使用禁止、強制疎開、配給制等が実行され、荒廃した日本で安全に住めるのは特区だけとなってしまった。その13特区に住むムジ・キリオは記憶を欠落した福祉マシーンのQコと出会う。キリオ達が福祉マシーンに乗り込み、襲い掛かる清掃局員を撃破していく一方、ティプセという武器を得た秘密結社ジャグ・Gと黒ウサギの反乱分子は、黒ウサギ党員及び百三十姉妹とその操縦者を抹殺せんと動いていた。

## 登場人物
ムジ・キリオ
主人公。小学生4年生。フリ子の弟で、フリ子を嫌っている。学校の成績は一番。冷めた性格をしており、感情をほとんど表に出さない。Qコがリリ子に渡した遺伝子を受け継いでいる為、プレイヤー登録されていない福祉マシーンにも命令を下せる。Qコのプレイヤー。
Qコ
元九姉評議会の九位。降下作戦前に謀反を起こし、姉七人を撃破した。しかしメモリが欠損しリセットされた為、過去の記憶を失ってしまっている。現在はリミッターがかけられている。本来はフリ子をプレイヤーとする予定だったが、先に遭遇しフラグが立ったキリオをプレイヤーとした。誤解からキリオに惚れる。丸い尻尾がある。リリ子の呼び名は「ハネ子ちゃん」。
ムジ・フリ子
中学生。キリオの姉で、キリオを嫌っている。体が弱くよく早退する。緊張すると発作を起こして気絶してしまう。精子バンクで選抜された精子から生まれたが、「体が弱い為にキリオが作られたのではないか」という点を気に持っている。AAコのプレイヤー。
AAコ
百三十姉妹の最高位・女王にしてオリジナル。SSコ等より遅れて地球に来た。フリ子をプレイヤーとした。
ムジ・リリ子
キリオとフリ子の母。黒ウサギの隊員で階級は少佐。大陸での戦争に学者として参加し、Qコ等と係わりを持つ事になる。
モモザワ・ノール
キリオの友人。何を考えているのか分からない。SSコのプレイヤー。
SSコ
Qコを追って地球に来た。記憶を失う前のクールなQコのファンだった。リリ子の呼び名は「丸ボーシ子ちゃん」。
カツモト・タツタ
キリオの友人。剣道の道場に通っていた際中学生と喧嘩をして目をやられた為、眼鏡をかけている。NHコのプレイヤー。
NHコ
SSコやRKコと共に地球へ来た。リリ子の呼び名は「チロル子ちゃん」。
クロサワ・メイ
キリオの友人。元気な女の子。RKコのプレイヤー。
RKコ
SSコ等と共に、Qコを追って地球へ来た。リリ子の呼び名は「ネイティブアメリカン子ちゃん」。
イノ・シイノ
キリオの友人。友達のメイに見捨てられたと思っている。VVコのプレイヤー。
VVコ
黒シリーズと呼ばれるシリーズの一人で、ゴスロリファッションで縦ロール髪。搭乗者を燃料にする事で、ピュア爆を発射する事が出来る。黒シリーズは生モノしか食べないらしい。リリ子の呼び名は「縦ロール子ちゃん」。
イノ・シイノの兄
フリ子の同級生。自家に落下した宇宙人の子供を匿っており、宇宙人と会話が出来る。
ウスミ・カツキ
キリオの同級生。真面目な為キリオ達とは仲が悪い。
准将
黒ウサギの隊員で、アカザ中尉等の上官。
アカザ中尉
黒ウサギの隊員でオヅの戦友。バケットマンの操縦技術は高く、大陸では宇宙人を多く仕留めた。リリ子に惚れている。キリオとは敵対している。いつも猫を連れている。
オヅ大尉
アカザ中尉の同僚。眼鏡をかけている。
アモイ女史
黒ウサギの外回り。リリ子とは古い仲。アメリカへ引き渡される。
カピタン
秘密結社ジャグ・G隊長。
オタ山
キリオ達の通う小学校に出没する変質者。VVコに搭乗し死亡。

## 各種用語
大宇宙児童福祉事業団
百三十姉妹の所属する団体。清掃局本局に、イリーガルである地球の生態系を浄化するよう依頼されるが、地球の子供達を救う為それを拒否し、清掃局員達との戦いを選ぶ。
九姉評議会
百三十姉妹を統べる評議会。長姉七人はQコの謀反によって倒された。
百三十姉妹
自分の核に子供を乗せて遊んであげる事の出来る福祉マシーン。身長5m程度の体形と小学生程度の体形とに変身出来る。
黒シリーズ
百三十姉妹の内の黒い姉妹。他の姉妹と同様人間を乗せるが、それはトラップで乗った人間（生モノ）は体内で食べられてしまう。最終段階か非常事態にならないと出てこない。
清掃局員
海月型宇宙人。殺されると結晶化する。この結晶は『天女の羽衣』機関の動力源や対宇宙人用の弾丸の弾頭になる。
黒ウサギ
日本のファシスト政党。特務特科は15年前大陸で宇宙人と戦っていた。
近衛飛行隊
調布に在る元自衛隊。黒ウサギの特務特科とは仲が悪い。
スズメバチ
近衛飛行隊の有する飛行機。20mm砲を備える。天女の羽衣機関で浮く。
ヒメジャノメ
近衛飛行隊の有する機体。
バケットマン
近衛飛行隊の有する空飛ぶ人型機械。天女の羽衣機関で浮く。近衛飛行隊からは疎まれている。外国にも同様の機体がある。
ジャグ・G
地球環境の整備を希求する秘密結社。隊員はピュアな心を持った子供。DUALギアでティプセを操り宇宙人と戦う。
ティプセ
フランス軍に由って人間が操縦出来る様に改造された宇宙人。手足の先端が黒く、額にアンテナがある。
ピュア爆
不毛の地を緑豊かな地に変える爆弾。爆発直後の爆風は有害だが、その後は中性子被爆も無い安全地帯になる。これが起こると例外なく宇宙人がやって来る。
天女の羽衣機関
宇宙人の結晶から浮力を得る機関。